# Hiller (plaats)
Hiller is een plaats (census-designated place) in de Amerikaanse staat Pennsylvania en valt bestuurlijk gezien onder Fayette County.

## Demografie
Bij de volkstelling in 2000 werd het aantal inwoners vastgesteld op 1234.

## Geografie
Volgens het United States Census Bureau beslaat de plaats een oppervlakte van 4,0 km², waarvan 3,9 km² land en 0,1 km² water.

## Plaatsen in de nabije omgeving
De onderstaande figuur toont nabijgelegen plaatsen in een straal van 8 km rond Hiller.